# Monster Hunter 4
Monster Hunter 4 (モンスターハンター4?, Monsutā Hantā Fō) è il secondo videogioco prodotto da Capcom della serie Monster Hunter a essere distribuito per Nintendo 3DS e il primo della quarta generazione del franchise.
Il gioco è uscito in Giappone il 14 settembre 2013.
Una versione espansa del gioco, intitolata Monster Hunter 4 Ultimate in Giappone, è stata pubblicata in Europa e in Nord America il 13 febbraio 2015, e il giorno dopo in Australia.
Il game director Kaname Fujioka ha affermato che Monster Hunter 4 è un gioco più incentrato sull'avventura rispetto ai precedenti.

## Trama
Il protagonista è un aspirante cacciatore diretto al villaggio di Val Habar per iscriversi ufficialmente nel registro dei cacciatori. Lungo la strada, il solcadune su cui si trova viene attaccato da un Dah'ren Mohran, un drago anziano gigantesco. Il protagonista riesce, utilizzando i cannoni e il gong da caccia della nave, a tenerlo a bada fino all'arrivo dei Grancaccia, cacciatori esperti che riescono ad allontanare il mostro.
Dopo essere giunto a destinazione, il cacciatore viene avvicinato dal Carovaniere, un uomo a bordo della nave che, colpito dal suo talento, lo integra nella sua carovana (la "Carovana con la C Maiuscola"), della quale fanno parte un fabbro soprannominato il Mastro, e una Dama della Gilda. Il Carovaniere sta ancora cercando un cuoco e un mercante che si uniscano al gruppo e, per integrare ufficialmente il cacciatore, decide di fargli completare due semplici missioni di prova (riguardanti la consegna di una bistecca e di una Mega-Pozione). Prima di fargliele incominciare, tuttavia, gli mostra la Scheggia un oggetto misterioso che brilla incredibilmente in suo possesso da anni e del quale sta cercando di scoprire le origini.
Dopo aver completato i test, il protagonista viene a sapere che il Cuoco Ambulante (il Felyne responsabile della cucina di Val Habar) ha intenzione di unirsi alla Carovana, ma che non vi riesce a causa di alcuni problemi con il suo fattorino, che viene continuamente attaccato nella Steppa ancestrale da dei Konchu e da un Seltas. Il cacciatore lo aiuta eliminando i mostri e permettendogli così di entrare a tutti gli effetti nel gruppo, ricevendo, inoltre, l'autorizzazione necessaria per uscire in Esplorazione in una zona conosciuta come Bosco eterno.
Dopo essere uscito in esplorazione due volte, imbattendosi prima in un Velocidrome e poi in uno Yian Kut-Ku, il protagonista scopre che il Mercante Wyverniano di Val Habar è interessato a unirsi alla Carovana ma sta avendo dei problemi con un Kecha Wacha, che distrugge tutti i suoi carri di merci prima che possano raggiungere la città. Dopo aver eliminato il primate, il Mercante Wyverniano può finalmente unirsi alla Carovana, che parte alla volta del villaggio di Harth, dove potrà farsi costruire una nave.
Dopo essere arrivati, tuttavia, i membri della Carovana si trovano davanti a un villaggio completamente diverso da ciò che si aspettavano: la lava ha smesso di scorrere per qualche oscuro motivo tempo prima, e gli abitanti, i Troveriani, sono tutti con il morale a terra a causa di un Tetsucabra che si è insediato nella Fossa abissale, impedendo loro di raccogliere materiali. Il cacciatore riesce ad abbatterlo, guadagnandosi il rispetto degli abitanti, che accettano di aiutare la Carovana a costruire la nave. Il materiale principale da utilizzare è la pelle di Gypceros, estremamente impermeabile. Dopo averne cacciato uno, il protagonista viene contattato dal Cuoco Ambulante, il quale gli rivela che il suo fornitore di pesce è rimasto bloccato da un Gendrome mentre si dirigeva a Harth. Tuttavia, se il mostro verrà catturato e non ucciso, il fornitore, oltre a consegnare gli ingredienti, li potenzierà. Il cacciatore riesce quindi a catturare il mostro, venendo poi richiamato dal Capo di Harth. Questo gli rivela di avere scoperto il motivo per cui la lava ha smesso di scorrere: un Nerscylla ha fatto il nido lungo il canale principale, ostacolando il flusso. Dopo aver eliminato il ragno e aver permesso alla lava di tornare a Harth, il cacciatore, insieme alla Carovana e ai Troveriani, riesce a ultimare la costruzione della nave, che il Carovaniere battezza "Arluq" (ovvero "Balena"). Prima di partire, il Capo di Harth rivela al Carovaniere che la Scheggia proviene da un villaggio wyverniano chiamato Cathar. All'ultimo momento, tuttavia, la Giovincella della Forgia, figlia del capo, si unisce al gruppo per imparare dal Mastro tutti i segreti della forgiatura.
Durante il viaggio, la Carovana viene attaccata da un misterioso mostro nero che attacca utilizzando un virus che riduce il recupero della salute. Il protagonista riesce a respingerlo ed il gruppo viene salvato dai Grancaccia e riesce ad approdare sulla spiaggia della Riviera di Cheeko, isola nel bel mezzo de nulla (si dice che l'unico modo per trovarla sia perdersi) abitata solo da Felyne e da una simpatica anziana (il Capo di Cheeko). Qui il Grancomandante, leader dei Grancaccia, aggiorna il Carovaniere sulla situazione: quel mostro è noto come Gore Magala ed è il loro attuale obiettivo; hanno infatti ricevuto ordine dalla Gilda di inseguirlo per studiarlo ed infine abbatterlo. Successivamente, i Grancaccia partono ed il Grancomandante dimostra di non fidarsi del protagonista, consigliando al Carovaniere di trovarsi un cacciatore più competente.
Il gruppo decide così di aiutare il capo della Riviera di Cheeko per ricambiare l'ospitalità, prima eliminando un Congalala che stava seminando il panico nel villaggio di Felyne vicino e poi salvando i Cacciatori Di Miaostri (Felyne cacciatori) da uno Zamtrios. In seguito, il capo della Riviera promette di supportare la Carovana con i propri ingredienti se riuscirà a eliminare un Najarala che si aggira intorno al villaggio.
Risolto il problema, il cacciatore scopre che dei quattro Grancaccia andati ad occuparsi del Gore Magala solo due sono tornati, mentre gli altri sono rimasti in balia del mostro nel Bosco eterno. Dopo averli salvati, il protagonista riesce finalmente a ottenere dalla Gilda il permesso per eliminare il Gore Magala. Dopo una dura lotta, il protagonista riesce finalmente a eliminare il mostro, ponendo (apparentemente) fine alla minaccia e guadagnandosi la stima del Grancomandante.
La Carovana può così finalmente ripartire alla volta di Cathar, facendo prima tappa ad Harth per poter trasformare la Arluq in un'aeronave (siccome il Carovaniere ha scoperto dagli abitanti della Riviera che il villaggio che stanno cercando è situato sulle montagne). Qui, il cacciatore elimina un Gravios che stava intralciando i lavori in miniera.
Dopo essere giunto a Cathar, il gruppo scopre che gli abitanti del luogo non hanno intenzione di rivelare loro le origini della Scheggia e tentano di cacciarli via. Nel mentre, il protagonista affronta un Congalala stranamente infettato dal virus del Gore Magala. Questo, oltre a sorprendere la Carovana, terrorizza gli abitanti di Cathar, convinti che una misteriosa calamità che si abbattuta su di loro secoli prima (e che chiamano la "Malvaggezza") stia per ripetersi.
Per dimostrare la propria fiducia nei confronti degli abitanti, il cacciatore è costretto ad abbattere uno Zinogre, una Seltas Regina ed un Rathalos sul vicino Monte paradiso. Nel mentre, il virus incomincia a espandersi sempre di più, obbligando il protagonista a cacciare un Tigrex malato che terrorizzava la Steppa ancestrale. Solo a questo punto, grazie all'arrivo del Grancomandante, si scopre la verità: Il Gore Magala non è morto, ma è mutato nella sua forma adulta, lo Shagaru Magala. 
Il mostro si rivela quindi essere la progenie di un terribile drago anziano che, secoli prima, scatenò il virus (che padroneggia con incredibile maestria) nella zona limitrofa a Cathar, facendo impazzire i mostri per poi sparire lasciandosi dietro una scia di cadaveri. L'unica cosa ritrovata in mezzo al massacro fu proprio la Scheggia, ora in possesso del Carovaniere. Ora che il mostro è tornato spetta al cacciatore eliminarlo una volta per tutte. Dopo un leggendario duello, il protagonista riesce a ucciderlo definitivamente nel Santuario, il luogo dove era comparso il suo antenato secoli prima, ponendo quindi fine alla minaccia una volta per tutte. Prima della partenza, tuttavia, il Carovaniere scopre che le scaglie dell'ormai defunto Shagaru Magala sono tutte identiche alla Scheggia, la quale si rivela quindi essere una scaglia lasciata dall'antico drago anziano. L'uomo regala quindi l'oggetto al protagonista come segno della loro amicizia.
La storia prosegue in Monster Hunter 4 Ultimate

## Personaggi
Monster Hunter 4 e Monster Hunter 4 Ultimate sono i due giochi della saga di Monster Hunter con il maggior numero di personaggi non giocabili. Di seguito la lista completa di tutti i personaggi presenti all'interno del gioco e in ogni villaggio.

### Personaggi principali
I personaggi principali sono i componenti della Carovana e i compagni del protagonista.
- Carovaniere: il Carovaniere è il primo personaggio con cui il protagonista entra in contatto sul solcadune diretto a Val Habar nonché fondatore e leader del gruppo di amici al quale si unirà lo stesso protagonista (la Carovana Con La C Maiuscola). È un uomo di, apparentemente, mezz'età che indossa una giacca rossa, dei pantaloni blu, un paio di stivali e un cappello. Tale cappello serve a contenere un importante oggetto sul quale ha messo le mani anni prima e del quale sta cercando di scoprire il passato chiamato "La Scheggia". Ha una folta barba grigia. Dopo aver incontrato il protagonista, dimostra subito grandissima fiducia nei suoi confronti (chiamandolo "Grantalento") e arrivando persino a contraddire il Grancomandante che gli consigliava di trovarsi un cacciatore più competente. Ha una risata molto rauca e si dice che, quando si ubriaca, si dimentichi completamente chi o cosa ha intorno. È un falconiere. Prima di creare la Carovana (che chiama la "Carovana Con La C Maiuscola") era parte degli Scribi Reali (gruppo di studiosi incaricati di studiare vari mostri), in quanto il Grancomandante lo chiama "Lord Scrivano". Alla fine del gioco, scoprirà il mistero della Scheggia grazie al protagonista.
- Il Mastro: il Mastro è il fabbro della Carovana. Imponente wyverniano silenzioso ma non per questo meno abile, dimostra una conoscenza della metallurgia immensa, divenendo in grado di forgiare armi e armature per il cacciatore anche con i materiali di mostro più rari. Verso la fine del gioco, si scopre che suo nonno è il fabbro presente in Monster Hunter ed è originario di Cathar ("Salva il villaggio di mio nonno. Ti prego, salva Cathar."). Lungo il corso del gioco, verrà affiancato nel suo impiego dalla Giovincella Della Forgia. Nonostante il suo carattere silenzioso, ama molto divertirsi insieme agli altri membri della Carovana (spesso, beve insieme al Carovaniere e si ubriaca con lui e, a volte, trasporta la Dama della Gilda sulle spalle, soprattutto quando devono cambiare luogo).
- Dama della Gilda: la Dama Della Gilda è l'impiegata della Gilda dei Cacciatori a cui è stata assegnata la Carovana. Dimostra fin da subito un comportamento bizzarro, zittendo bruscamente il Carovaniere e il Mastro che stavano spiegando al cacciatore come agire sul campo ("Fate silenzio voi due! Tocca a ME spiegare ora!") e donandogli dei portafortuna "bizzarri" (come delle ciocche di capelli). Oltre a ciò, ha anche ammesso di spiare il cacciatore mentre affronta vari mostri. Possiede un taccuino che ha riempito con pagine e pagine di disegni e appunti di mostri, che ottiene grazie al protagonista, arrivando persino a fare richieste imbarazzanti allo stesso cacciatore ("Non è che, quando torni, potresti mostrarmi come il Nerscylla agita le sue tenaglie? In nome della scienza, dico."). È l'interesse amoroso del Grancadetto, che arriverà persino ad affrontare prima un Gore Magala e poi un Rajang per provarle il suo valore (vedi filone narrativo "Un Amore... Particolare"). Chiama sempre il protagonista "Acciuffamostri". Il suo vero nome è Sophia.
- Cuoco Ambulante: il Cuoco Ambulante è il cuoco della Carovana e dirigente della "Cucina All'Aperto"; è un Felyne dall'accento cinese e dal comportamento lievemente bizzarro ma dall'abilità culinaria innegabile. Indossa un tipico vestito cinese a maniche lunghe (tanto che le mani non si vedono mai) e porta una padella sulla schiena. Si unirà alla Carovana dopo che il protagonista avrà eliminato i Konchu e il Seltas che ostacolavano il suo fattorino, divenendo amico soprattutto del Mercante Wyverniano. Per ringraziare il cacciatore, utilizza sempre la parola "Xie Xie" (in cinese "Grazie"). Pur essendo abile a cucinare, dona ai suoi piatti degli aromi particolari inventando ricette a casaccio e utilizzando ingredienti non sempre freschi o puliti. Ad esempio, la Dama della Gilda afferma di averlo visto far cadere una Cipollasta in mezzo alla polvere per poi raccoglierla, pulirla con la manica e cucinarla. Oppure, il Mastro dice di averlo osservato fare una cosa particolarmente insolita mentre scriveva ("Il Cuoco Ambulante sara scrivendo la ricetta per un nuovo piatto da proporti. Purtroppo era ubriaco e ha finito per ingoiare quanto aveva scritto. Non bisogna mai bere sul lavoro.")
- Mercante Wyverniano: il Mercante Wyverniano è il mercante della Carovana e proprietario e dirigente del Wymporio (l'emporio ufficiale della Carovana): è basso, tarchiato e non si alza mai in piedi. Indossa degli abiti tipici arabi (tra cui un turbante) e parla utilizzando delle colorite esclamazioni in latino (ad esempio, chiama il cacciatore "Venator" e per complimentarsi con lui, dice "Magno Gaudio"). Sembra essere molto conosciuto in giro per il mondo, tant'è che persino il Granmaestro ha sentito parlare di lui ("Il vostro mercante sembra avere un vasto controllo sul mercato; è una specie di piovra..."). Per ringraziare il protagonista, utilizza sempre l'affermazione "Grazie uno Zennylione!". Non abbandona mai il suo Wymporio, arrivando persino a utilizzarlo come carro e riduce le attività fisiche al minimo (per aprire lo stesso Wymporio e trasformarlo in un veicolo quando la Carovana sta traslocando a Harth, batte semplicemente il suo bastone a forma di chiave due volte sul pavimento). Si fa consegnare le lettere e le merci da degli uccelli colorati.
- Giovincella della Forgia: la Giovincella Della Forgia è l'assistente del Mastro e figlia del Capo di Harth. È una ragazza (di circa 12 anni) iperattiva, sempre desiderosa di viaggiare e dalla grandissima abilità nella forgiatura. La sua perenne esaltazione la rende strana agli occhi degli altri (nel suo primo incontro con il protagonista, quest'ultimo crede che stia piangendo in quanto il suo grido di battaglia è "Buaaaaah"). Si unirà alla Carovana proprio quando questa sta per lasciare Harth, promettendo a suo padre che tornerà a trovarlo. È quasi sicuramente adottata (visto che suo padre è un Troveriano e lei è umana).
- Attendente: l'Attendente è il Felyne addetto al supporto del cacciatore all'interno della Carovana. Pur non aiutandolo durante le cacce, gli fornisce importanti consigli su come comportarsi nei villaggi (ad esempio, come salvare e come schierare il compagno). Come tutti quanti i Felyne del gioco, si esprime mischiando parole reali ai versi emessi dai gatti (ad esempio "Insom-miao" e "Padrrron"). Pur non apparendo mai nei filmati, è parte integrante della Carovana e si trova sempre all'interno degli alloggi del protagonista.
- Corriere: il Corriere è il Felyne addetto alla consegna di Tessere Gilda al cacciatore. Non è, effettivamente, parte della Carovana ma è presente in tutti i quanti i villaggi del gioco (Val Habar, Harth, Riviera Di Cheeko, Cathar e Dundorma) e sembra seguire perennemente il gruppo del protagonista (pur allontanandosi da esso per raccogliere le Tessere Gilda da consegnargli). E' il tramite che garantisce ai giocatori di attivare StreetPass su Monster Hunter 4 e 4 Ultimate. E' molto orgoglioso del suo impiego e spesso si lamenta perché nessuno gli scrive mai.

### Grancaccia
I Grancaccia sono dei cacciatori esperti assunti dalla Gilda per proteggere prima Val Habar e, successivamente, Dundorma. Durante gli eventi del gioco, sono stati incaricati di seguire, studiare e uccidere il misterioso Gore Magala.
- Grancomandante: il Grancomandante è il capo dei Grancaccia. È un giovane di 24 anni che indossa un'armatura chiamata proprio "Grancaccia" e come arma usa delle Doppie Lame (Stocchi Giurati). È un personaggio silenzioso e che socializza raramente con altre persone. Sin dal primo incontro con il protagonista dimostra di non fidarsi affatto di lui, arrivando persino a consigliare al Carovaniere di trovarsi un cacciatore più competente. ("Allora posso consigliarvi di trovare un cacciatore più competente?") Lungo il corso del gioco, inizia a fidarsi sempre di più del cacciatore, divenendo alla fine suo amico. La trama dell'Alto Grado in Monster Hunter 4 Ultimate ruota propria intorno alla sua nemesi, un Kushala Daora Rugginoso che storpiò il suo maestro.
- Granlanciere: il Granlanciere è il membro più anziano dei Grancaccia (ha 40 anni), e si comporta come maestro per le reclute. Come arma utilizza una lancia (Lancia di Babele). Un tempo, faceva parte della Carovana ed era un grande amico del Carovaniere, che poi ha abbandonato per unirsi ai Grancaccia (senza nessun rancore da parte dei vecchi compagni). Conosce molto bene vari mostri, tra cui il Chameleos, e, dopo gli eventi del gioco, gioca spesso a scacchi insieme al Carovaniere, vincendo sempre grazie alla sua astuzia, anche se come viene lasciato intuire dallo stesso Carovaniere, quest'ultimo sappia di non poter vincere ("Se mai un giorno ti verrà voglia di spremerti le meningi, ti consiglio di giocare a scacchi con il Lanciere. Ricorda solo di non scommettere mai denaro!").
- Grandartigliera: la Grandartigliera è l'unico membro femminile dei Grancaccia ed è molto amichevole nei confronti delle persone in generale. Ha 26 anni e come arma utilizza una balestra leggera (Fucile Rathalos). È, probabilmente, l'unica dei Grancaccia in grado di capire appieno i sentimenti del Grancomandante, venendo soprannominata dal Grancadetto "La Sorellona dei Grancaccia". Diviene subito amica della Giovincella Della Forgia che rivede probabilmente in lei una figura materna. Di tutti i membri del suo gruppo, è quella con la vista migliore (essendo in grado di avvistare un Rathalos Azzurro e persino un Chameleos da lontano).
- Grancadetto: il Grancadetto è il membro più giovane dei Grancaccia (ha 19 anni) ed è indubbiamente il più euforico. Nel corso del gioco viene spiegato che deve ancora imparare ad auto-controllarsi, ma che è diventato membro dei Grancaccia data la sua abilità di combinare oggetti con una velocità impressionante e di utilizzare facilmente ogni tipo di arma. È innamorato della Dama della Gilda ed è disposto a fare di tutto pur di mettersi in mostra ai suoi occhi (arriverà addirittura a cercare di affrontare un Gore Magala e, successivamente, persino un Rajang). Ricompare in Monster Hunter: World e in Monster Hunter World: Iceborne come membro della Quinta Flotta della Commissione di Ricerca; nel suddetto gioco, si scopre che ha abbandonato i Grancaccia per unirsi alla Commissione di Ricerca. Parla spesso utilizzando espressioni comuni miste a nomi di mostro (come "Jaggi Ballerini!" e "È una mossa da pauragaan!"). Nel suddetto gioco, fa un riferimento al protagonista di Monster Hunter 4, affermando di avere affrontato 5 anni prima un minaccioso drago nero che attaccava usando una strana piaga (riferimento al Gore Magala) poi abbattuto da una leggenda della caccia che ora gira per il mondo insieme ad un gruppo di amici che lui conosce molto bene (la Carovana).

### Val Habar
Di seguito, la lista di tutti quanti i personaggi presenti a Val Habar (esclusi, ovviamente, i personaggi principali):
- Armaiolo di Val Habar: l'Armaiolo di Val Habar è l'uomo addetto alla vendita delle armi presente nel villaggio di Val Habar. Indubbiamente, di tutti quanti i venditori del luogo, è il più strambo. Ha una risata quasi infima ("Meh heh heh") e ogni volta che vede un cliente, esclama: "BAM! Fai rifornimento, compà!". E' segretamente parte del Cartello delle Uova.
- Mercante di Val Habar: La Mercante di Val Habar è la donna addetta alla vendita della mercanzia di Val Habar. Si dimostra molto amichevole nei confronti di tutti quanti i clienti che la visitano, consigliandoli persino su quali acquisti effettuare. E' la stessa Pescivendola presente nel Villaggio di Moga presente in Monster Hunter Tri, motivo per cui conosce molto bene il Capitano del Mercantile di Moga (assegnerà al cacciatore la prima missione del filone narrativo "Pesca").
- Spendacciona: la Spendacciona è una donna presente a Val Habar che è finita sul lastrico avendo speso tutti quanti i suoi risparmi all'interno del villaggio. Chiederà molto spesso aiuto al protagonista, in quanto vorrebbe tornare a casa per chiedere altri soldi in prestito a sua madre ma si ritrova continuamente bloccata a causa di vari mostri. E' la principale cliente del filone narrativo "È Troppo Chiedere di Tornare a Casa?", al termine del quale deciderà di rimanere a Val Habar per assistere al Torneo Di Caccia.

- Cacciatore Nomade: Cacciatore di origini giapponesi che può essere, sovente, visto camminare lungo la via principale del villaggio. Parlandoci, darà al protagonista alcuni consigli sulla caccia multi-giocatore, dato che sembra cacciare molto spesso insieme agli amici.

## Filoni narrativi secondari
A differenza di tutti gli altri capitoli della saga, Monster Hunter 4 e Monster Hunter 4 Ultimate presentano delle missioni secondarie collegate fra loro e che formano dei veri e propri filoni narrativi. Queste "trame in miniatura" possono essere continuate proseguendo con la storia o facendo aumentare il proprio Grado Cacciatore. Di seguito, la lista completa:
- È troppo chiedere di tornare a casa?: in questa serie di missioni, il cacciatore deve aiutare la Spendacciona di Val Habar che cerca continuamente di tornare a casa e che viene, puntualmente, bloccata lungo la strada da vari mostri. Nelle missioni a due stelle, il protagonista dovrà eliminare prima otto Jaggi e successivamente un Gran Jaggi. In quelle a quattro stelle, due Gypceros, mentre in quelle a sei stelle, una Rathian e un Rathalos. Quest'ultima missione sblocca il filone narrativo legato al "Torneo Di Caccia" e convince la Spendacciona a rimanere a Val Habar per assistere all'evento. Include le missioni "Tana Con Sorpresa", "Alleanza Jaggi", "Squadra Antiveleno" e "Coppia Perfetta".

- Ispirazione: questo filone narrativo, che si sblocca dopo essere giunti alla Riviera Di Cheeko, vede il cacciatore aiutare il Compagno Fifone eliminando alcuni mostri che lo spaventavano. Tali mostri sono: un Congalala e un Gendrome, due Khezu Frenetici, uno Zamtrios e un Tetsucabra Frenetici e un Gore Magala e un Iodrome Frenetico. Completate tutte queste missioni, bisogna raggiungere l'Alto Grado nella Sala Di Raccolta e bisognerà eliminare un Nerscylla (GC4), un Najarala (GC5) e infine (raggiunto il GC7), un Akantor che terrorizzava la Riviera con i suoi ruggiti. Completate tutte queste missioni, il Compagno Fifone diviene un compagno alleato chiamato Palla Di Neve. Comprende le missioni: "L'Odore Della Paura", "Avanzata: Caos Khezu", "Avanzata: Paura Anfibia", "Avanzata: Paura Del Buio", "Aracnofobia", "Dimensione Paura" e "Avanzata: Non Ti Muovere".
- Torneo di caccia: questa serie di missioni secondarie (sbloccata dopo aver completato la missione "Avanzata: Ruota Del Paradiso") mette il cacciatore sotto i riflettori. La Gilda ha infatti indetto un torneo nel quale i cacciatori che vi parteciperanno dovranno affrontare numerose missioni molto impegnative che prevedono di affrontare una Rathian e un Kecha Wacha Frenetici e due Tigrex Frenetici. Il torneo viene però interrotto dall'arrivo del Dah'ren Mohran, che minaccia di attaccare nuovamente Val Habar, venendo però ucciso dal protagonista, che guadagna grande prestigio agli occhi della Gilda. Include le missioni "Avanzata: Agli Ordini", "Avanzata: Cacciatori Infernali" e "Avanzata: Battaglia Navale".
- Cathar in pericolo: questo filone narrativo (sbloccabile raggiungendo l'Alto Grado e il GC4 nella Sala Di Raccolta) riguarda una minaccia che incombe sul villaggio di Cathar. Il Sommo Guru ha infatti appena ricevuto una lettera da suo fratello (il Capo di Jumbo) che gli rivela che un drago anziano, da loro appena respinto, si sta dirigendo verso Cathar. L'Anziano di Cathar assegna così al protagonista una serie di missione secondarie (sbloccabili al GC 4 e al GC5) che riguardano problemi sul Monte Paradiso senza allertare però il Sommo Guru (per evitare di dargli ulteriori preoccupazioni). La prima missione riguarda la cattura di un Seltas fuggito dal Monte Paradiso e che si è trasferito nella Fossa Abissale, mentre la seconda, riguarda uno Zinogre fuori controllo sul Monte Paradiso. Una volta raggiunto il GC7 viene sbloccata l'ultima missione, nella quale il protagonista affronta nel Canale Ghiacciato il temibile drago anziano diretto verso Cathar, che si rivela essere lo stesso Kushala Daora comparso in Monster Hunter 2. Comprende lemissioni: "Cattura e Rilascia", "Fulmini e Saette" e "Avanzata: Ali Malvagie".
- Un padre tormentato: in questo filone narrativo, sbloccabile dopo aver ucciso lo Shagaru Magala, il cacciatore aiuta il Capo di Harth che intende dimostrarsi un padre degno della Giovincella Della Forgia (sua figlia) lavorando ancora di più. Tuttavia, la miniera viene occupata prima da un Khezu e da un Gendrome Frenetici e successivamente, da un Gypceros e da un Nerscylla Frenetici. Una volta raggiunto il GC4, la storia continua: il Capo di Harth ha lavorato talmente tanto per mettersi in mostra agli occhi della figlia che il suo martello (dono fattogli dalla moglie prima che morisse) si è rotto e lui è disperato. La Giovincella Della Forgia chiede quindi aiuto al protagonista facendogli cacciare prima un Tetsucabra e poi un Gravios (sbloccato al GC5) che intralciavano i lavori in miniera. Una volta raggiunto il GC7 viene sbloccato l'atto finale: i minatori di Harth hanno, infatti, sbagliato completamente il luogo dove scavare, risvegliando quindi un Teostra, terribile ed estremamente territoriale drago anziano con il potere di controllare le fiamme. Il cacciatore deve quindi eliminarlo, donando al Capo di Harth un nuovo martello, facendolo tornare a lavorare con più foga di prima. Comprende le missioni "Avanzata: Problemi Minerari", "Avanzata: Prede e Predatori", "Forgia e Martello", "Richiesta Martellante" e "Avanzata: Profondi Problemi".
- Dimostrazione d'amore: in questo breve filone narrativo sbloccabile raggiungendo il GC5, il cacciatore deve aiutare il Grancomandante a togliere nei guai il Grancadetto. Questi si è infatti innamorato della Dama Della Gilda e ha intenzione di uccidere un Gore Magala per dimostrarle il suo valore. Eliminato il mostro e raggiunto il GC7, il cacciatore deve eliminare anche un Rajang, che il Cadetto vuole cacciare per dimostrare ancora una volta il suo valore alla Dama. Include le missioni: "Amore Disperato" e "Avanzata: Amore Tenace".

## Modalità di gioco
È stato rivelato che la totalità di ciò che si poteva vedere nel primo trailer pubblicato da Capcom era giocabile.
Monster Hunter 4 mostra visibili aggiornamenti e migliorie rispetto ai precedenti capitoli: il gioco comprende maggiori caratteristiche come platform, i muri possono ora essere scalati con più fluidità e in tutte le direzioni, e per la prima volta il cacciatore può aggrapparsi ai mostri e attaccarli tramite una modalitá chiamata "rodeo". L'ambiente inoltre sembra essere più ampio dei precedenti capitoli e viene usato dai mostri a proprio vantaggio per affrontare il cacciatore. Il gioco presenta una storia e una trama più articolate delle precedenti e il campo base è mobile. Il gioco non presenta aree subacquee e ha il più alto numero di personaggi non giocanti finora apparsi. Il gioco include inoltre la modalità online multigiocatore come da tradizione.

### Armi
In Monster Hunter 4 sono state introdotte due nuove armi:
Il Falcione insetto (操虫棍?, "sōchūkon", "Insect Glaive" in inglese)
- Questa asta a due mani, capace di attacchi veloci e fluidi coma la Spada lunga, ha la singolare abilità di poter evocare un grosso Neopteron che, attaccando i mostri avversari in zone specifiche, potrà assorbirne energia e fornirla al cacciatore per potenziarlo Il Neopteron, chiamato Kinsetto (猟虫?, "ryōchū"), viene comandato dal cacciatore selezionando un nemico come bersaglio, e l'insetto evocato si dirigerà verso di lui assorbendo energia dall'impatto. Richiamato l'insetto, questo potenzierà il cacciatore con l'energia sottratta al mostro (chiamata "EX"). Dipendentemente dal colore, l'energia fornirà un potenziamento diverso al cacciatore: il bianco aumenta la velocità e viene ottenuta colpendo gli arti con cui i mostro si muove quali le zampe (solitamente quelle posteriori) o le ali, il rosso l'attacco e viene ottenuta colpendo la testa o gli arti col quale il mostro attacca, l'arancione la difesa e si ottiene colpendo il corpo del mostro, infine il verde che cura il giocatore e si ottiene dalla punta della coda. I Neopteron sono inoltre capaci di volare, potendo quindi raggiungere zone non accessibili al giocatore e possono essere evoluti in modi diversi, andando a modificare mediante il nettare la velocità dell'insetto, il danno da impatto e la sua durabilità prima di tornare dal cacciatore da solo.

La Spad-ascia caricata ( チャージアックス?, "Chājiakkusu", "Charge Blade" in inglese)
- Un'arma simile alla spada-ascia con la quale condivide l'abilità di cambiare forma per usare attacchi leggeri o pesanti per colpire. A differenza della spad-ascia però, la spad-ascia caricata utilizza come forma iniziale la "forma spada", con la quale è possibile colpire velocemente i nemici con fendenti rapidi e caricare così le "boccette", che permettono di fare attacchi speciali e molto potenti una volta cambiata forma. In questa forma inoltre è possibile pararsi con una grossa appendice dell'arma, che funge da scudo. La "forma ascia" si ottiene quindi proprio dall'unione della spada e dello "scudo" (quest'ultimo che funge e si trasforma proprio nella lama) e per contro è molto lenta, ma danneggia gravemente il bersaglio, e soprattutto quando viene utilizzata in combinazione con le boccette è versatile e molto potente, risultando in una violenta esplosione di energia se vengono concatenati sufficienti colpi intrisi del potere delle boccette: l'esplosione sarà talmente potente da costringere il cacciatore a far tornare l'arma in "forma spada".

Capcom ha inoltre rivisto e aggiornato i moveset delle vecchie armi presenti in Monster Hunter 4.

## Accoglienza
Il titolo ha venduto, dal 14 settembre 2013 al 4 dicembre 2013, 4 milioni di copie in tutto il mondo diventando così il gioco sviluppato da terze parti più venduto in assoluto su 3DS.